# Stazione di Rimini Viserba
La stazione di Rimini Viserba è una stazione ferroviaria posta sulla linea Ferrara-Rimini. Serve il centro abitato di Viserba, frazione del comune di Rimini.

## Strutture e impianti
Fino al 2013 disponeva di 2 binari, 1 di corretto tracciato e 1 di tracciato deviato usato per incroci fra treni; nel 2014 il secondo binario è stato eliminato.
Nonostante in passato avesse 2 binari e l'accesso fosse solo da un lato, la stazione non ha mai avuto un sottopassaggio: il marciapiede del secondo binario era accessibile tramite un attraversamento a raso del primo binario.

## Movimento
La stazione è servita da treni regionali svolti da Trenitalia Tper nell'ambito del contratto di servizio stipulato con la regione Emilia-Romagna.
A novembre 2019, la stazione risultava frequentata da un traffico giornaliero medio di circa 207 persone (96 saliti + 111 discesi).

## Servizi
La stazione è classificata da RFI nella categoria bronze.